# Каримун (округ)
Каримун (индон. Karimun) — округ в индонезийской провинции Кепулауан-Риау.

## География
Округ Каримун состоит из 198 островов, из которых заселены 67. Крупнейшие острова — Большой Каримун и Кундур. Площадь округа 7984 км², из которых 1524 км² приходится на сушу, а 6460 км ² — на водную поверхность.

## См. также

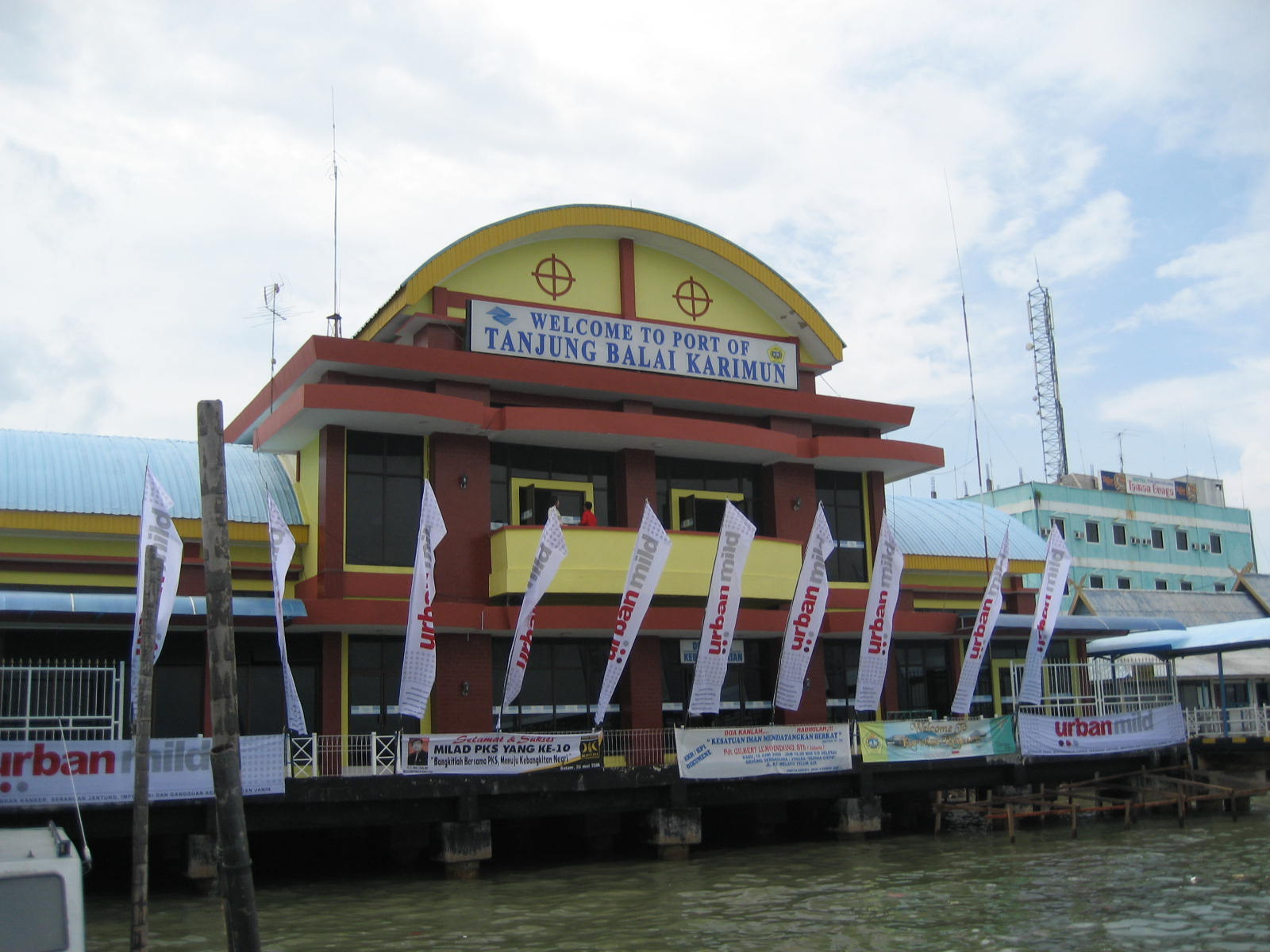
Порт Танджунг-Балай-Каримуна